# 三蕊草
三蕊草（学名：Sinochasea trigyna），为野牡丹科三蕊草属下的一个植物种。